# センポアラ

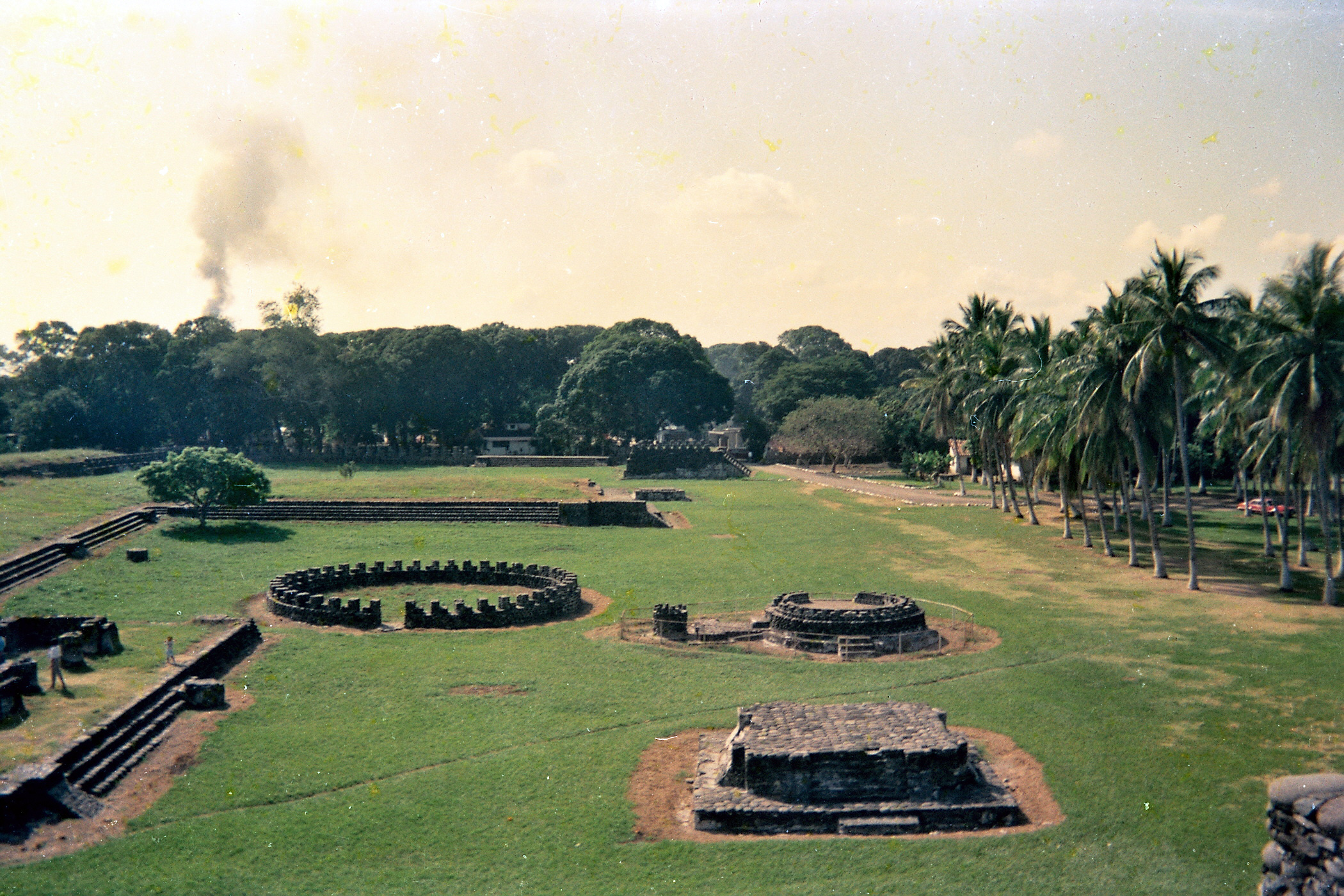
センポアラの考古学上の場所：寺院からの眺望

センポアラの地図

センポアラ（CempoalaまたはZempoala（ナワトル語のCēmpoalātl「20の水域の場所」））はメキシコベラクルス州のウールスラ・ガルバーンの村落にある重要なメソアメリカの考古学上の施設である。この施設は主にトトナクやチナンテカ、サポテコ族が暮らしていた。後古典期のメソアメリカ時代に最も重要なトトナクの入植地の一つでありトトナカパン王国の首都であった。アクトパン川の岸から1キロで、沿岸から6キロの位置にある。
センポアラはスペイン人がアメリカ大陸に到着した際に見た最初の都市入植地であった。
一部の出典によるとセンポアラはスペインが到着する少なくとも1500年前に建設され、オルメカの影響の証拠がある。前古典期と古典期について多くは知られていないが、前古典期の町は洪水から守る塚の上に建設された。トトナクはトルテカ帝国の絶頂期にこの地域に移動し、シエラ・マドレ・オリエンタルの東の坂の入植地から追い出された。トトナクは全部で25万人と約50の町のあるプエブラのサカトラーン地区と共にベラクルスの北側を含むトトナカパンの地域を支配した。絶頂期にはセンポアラの人口は2万5000人から3万人であった。

## 語源
「Cēmpoalli」という（ナワトル語の語幹Cēmpoalから）単語は20を意味し「ā (tl)」は水を意味し、従って「20の水域」を意味する。新しい語源学では「豊かな水」を意味する名称を提案している。両方の語源学ではセンポアラには沢山の庭園と周辺の農業用地に提供する多くの水道があったことを暗示している。3つめの学説ではこの名称は一部の出典によると前スペイン時代に二十日毎に行われる商業活動に関係したと推測している。

## 歴史
ヴィンセント・H・マルムトレム（ダートマス大学）の研究ではセンポアラの3つの円形リングの間の興味深い宇宙に関する関係を指摘している。
トトナクはトルテカ帝国（A.D.1000年-1150年）の絶頂期にこの沿岸の平原に移動した。考古学者はトルテカ帝国がトトナクをシエラ・マドレ・オリエンタルの東の坂の入植地から押し出し沿岸に追いやったと考えている。ここで1520年5月27日にパーンフィロ・デ・ナルバーエスの部隊とエルナン・コルテスの部隊の間で戦闘が勃発し、後者は少数の先住民の兵隊に支援された。参照：センポアラの戦い
センポアラは湾から約6キロメートル、リオ・アクトパンの（リオ・チャチャラカスとも呼ばれる）川岸から1キロメートル少々の平坦な沿岸の平原にある。

## 同盟
センポアラなどのベラクルス沿岸諸国はモクテスマ1世（15世紀中葉）の軍に敗れた。重税を課され（商品や生贄の捕虜）、生贄のための貢ぎ物や奴隷として数百の人々を送らざるを得なかった。アステカ王国の支配下でのこの扱いは16世紀にコルテスにアステカ王国が敗れることになる状況を作り出した。
エルナン・コルテスに率いられたスペイン人が1519年に到着した時トトナクは数年間アステカ王国の支配を受けていた。
スペイン人はマラリアに苦しめられたサン・フアン・デ・ウルアの兵舎にいる時にセンポアラという名前の途中にある町について聞いた。行進し自分達の到着について知らせ、到着の際には20人のセンポアラの高僧が面会した。
町では「デブ酋長」シコメコアトルと面会し、シコメコアトルは饗応して宿所を与えた。トトナクは金の宝石など数々の贈り物でコルテスをもてなした。
シコメコアトルはアステカ王国と偉大なモンテスマに対する多くの不満を訴えた。
コルテスはその憂慮を緩和することを約束した。キアウイストランでスペインとトトナクはアステカ王国に対する同盟を結成した。
スペインとトトナクは同じ目標を共有した。1519年8月、コルテスと40人のトトナクの首領は少なく見積もっても約8000人の兵力に等しく、併せて400人の雑役夫がテノチティトランに向けて出立した。この活動はテノチティトランの陥落とモクテスマ2世（アステカ・トラトアニ）の降伏で終わった。

## 場所
センポアラの複雑な場所は植物に囲まれた荘厳な公共空間と要塞風の建物の組み合わせである。構造物は近くの川の石で造られ、モルタルでつなぎ、焼いた貝殻とカタツムリで造った石灰で覆われた。これには遠くから見ると見栄えは銀のような光沢を与えた。
その地域の税金や貢ぎ物が集められる場所であることから政治的・宗教的中心地としてメシカの支配者が言うようにそこは「勘定地」を含んでいた。
しばしば見過ごされる歴史的に重要な構造物は現在閉ざされたシステムⅣとして知られる場所の一部である。ここでコルテスが成功裏にパーンフィロ・デ・ナルバーエスの軍と対峙し、従ってメキシコ領域の植民地化で指導力を強めた場所である。

## 構造物
センポアラの主な構造物には下記のものがある。
- テンプロ・デル・ソルまたは大ピラミッド

または太陽寺院はテンプロ・マヨルとして同じ展望台に建てられ、広大な広場で分けられている。これは恐らくここでは最も荘厳な構造物である。大寺院はテノチティトランの太陽寺院に似ている。羽毛の蛇の神ケツァルコアトルが広場の壇であり、風の神エエーカトル寺院が周りにある。
- テンプロ・マヨル

頂上は銃眼付きの胸壁で囲まれている。
- テンプロ・デ・ラス・チメネアス

又は煙突寺院には1.5メートルの高さの半円形の柱状のものが並び、この一風変わった形状から建物は名付けられている。
- エル・ピミエント

三分割された構造物があり、最も有名な特徴は頭蓋骨を表したものを基本とした外部の装飾である。
- モクテスマ宮殿

情報なし
- テンプロ・デ・ラ・クルス

十字架寺院は天上界を基調にしたフレスコ画の壁面部分が残っている。
- テンプロ・ラス・カリタス

東側の約200メートルに立つ所謂慈善寺院は化粧漆喰細工のレリーフのかけらで装飾された2段構造である。階段室考古学者がこの複合体は死の神に捧げられたと考えることを基本に小さな構造物の全面を嘗て装飾した数百の化粧漆喰細工の頭蓋骨から名付けられている。
頂点の構成要素のある2つの上塗りされた地下室や開放された部屋、2つの装飾用のベルトからなっていて、低い方は早朝の星である太陽や月、金星を表す壁画があり、高い方は大量の粘土質の「小さい顔」または小さい頭蓋骨がある。構造物は壁面の化粧漆喰細工の顔や低い部分のグラン・ピラーミデに塗装されたヒエログリフで装飾され、風の神エエーカトル礼拝が改まっている。
- その他の塚

未発掘で行くことができずセンポアラの現在の住宅地にあるその他の塚がある。彼の地の構造物には恐らく前スペイン期の庶民の居住地であったために同じ形式で建てられたものがある。

## センポアラの天文学
ダートマス大学のヴィンセント・H・マルムストレムによる調査に3つの円形リングがセンポアラで発見されたことにより存在する興味深い天文学に関する関係を述べるものがある。センポアラの3つの儀式用のリングに関する討論の一部を引用する。
センポアラの中央広場の巨大ピラミッド（北西角）の麓に3個の困惑させる石のリングがあり、小さい階段状の支柱を造るために共に結合された円形の海岸から採取した栗石で造られている。その周囲に最大のリングは40個の階段状の支柱があり、中間のものが28個、小さいリングが13個ある。3個のリングは異なる天文上の周期を換算するのに使われたようで、恐らく毎日1個の支柱から次に目印か偶像を置く方法で使われた。
主なピラミッドの頂上から見る石のリングは支柱のように13段、28段、40段で覆われ、トトナクの司祭により食の周期の軌道を保つ機能を計算していたかもしれない。
リングを使うことでトトナクの司祭は月の運行を換算できた可能性がある。このリングが初期のメソアメリカの理論的な好奇心や建築に対する巧妙さの更なる証拠を示していると考える理由がある。

## 1519年以後の歴史
センポアラはエルナン・コルテス指揮下のスペイン人がメキシコに到着しテノチティトラン確保に向けて進むグループとの同盟を作り上げた繁栄している都市であった。当時約2万人が住んでいたセンポアラの都市はトラテロルコよりアステカ王国で最も重要な儀礼的・商業的中心地であった。スペインは多くの祭や広大な果樹園と庭園、陽気で楽しい住民の特性による肥沃な村を意味するビリャ・ビシオサと呼んだ。後にスペインによるとイベリア半島の町と類似点があることからヌエバ・セビリアとして知られた:107–108。
1575年から1577年まで天然痘（マトラサウアトル）の流行が人口を激減させ、200万人がメソアメリカで死亡したと見積もられている。センポアラは都市全体が見捨てられ、僅かな生存者がサラパの都市に移住した。センポアラはこの時考古学者フランシスコ・デル・パソ・イ・トロンコソが再発見するまで歴史の闇に埋もれた。
勝利と征服の後でセンポアラのトトナクは間もなく外国の仲間の次の新しい運命に晒され、移住し、キリスト教化されたためにセンポアラを去らなければならず、古代の儀式を行うことが禁止され、スペインの新しいサトウキビ農園で働く奴隷となった。
コルテスは当時テノチティトランにトウモロコシを引きずるのに使った同じ道を使って高地への長い旅程を行った500人のコンキスタドールと1519年にセンポアラに初めて到着した。「デブのカシケ」として並外れた肥満により知られるセンポアラの領主により加えられた:207。この町は寺院や宮殿で境界を定める壁で囲まれた周辺に定着し、11世紀から16世紀に遡る。

## 参照
1. 1 2 3 4 5 6 7 8 9 10 11 12 13  “Cempoala Archaeological Site” (スペイン語).  Veracruz:  Veracruz Portal. 2009年6月27日時点のオリジナルよりアーカイブ。2010年10月18日閲覧。
2. ↑  Brüggemann, Jürgen K. "Cempoala." In Davíd Carrasco (ed). The Oxford Encyclopedia of Mesoamerican Cultures. : Oxford University Press, 2001. ISBN 9780195188431
3. 1 2 3 4 5 6 7 8 9 10 11 12 13 14  “Visit to the Zempoala Archaeological Ruins”.   Audre & George DeLange. 2009年4月24日時点のオリジナルよりアーカイブ。2010年10月18日閲覧。
4. ↑  “Cempoala Archaeological Site” (スペイン語).   cdtravel.net. 2010年10月29日時点のオリジナルよりアーカイブ。2010年10月18日閲覧。
5. ↑  Oudijk, Michel R. (2007). “Mesoamerican Conquistadors in the Sixteenth Century”. Indian Conquistadors: Indigenous Allies in the Conquest of Mesoamerica. Norman: University of Oklahoma Press. pp. 32. ISBN 978-0806143255
6. 1 2  Diaz, B., 1963, The Conquest of New Spain, London: Penguin Books, ISBN 0140441239